# Volker von Loewenich
Volker Clemens Helmut von Loewenich (* 23. März 1937 in Erlangen) ist ein deutscher Kinderarzt und Neonatologe.

## Leben
Volker von Loewenich entstammte einem niederrheinischen Rittergeschlecht, das ab dem 17. Jahrhundert durch die Tuchproduktion zu neuem Ansehen gelangte. Sein Ururgroßvater Bartholomäus von Loewenich (1779–1830), Stammvater der fränkischen Linie der Familie, hatte 1811 eine Firmenfiliale für Rauchtabak in Erlangen begründet und bezog das später als Loewenichsches Palais betitelte Erlanger Haus, heute ein Kunstmuseum. Volker von Loewenich ist ein Sohn des Kirchenhistorikers Walther von Loewenich und Cousin ersten Grades des deutschen Staatssekretärs Gerhard von Loewenich sowie des bayerischen Landesbischofs Hermann von Loewenich.
Volker von Loewenich wurde 1961 promoviert. Von 1963 bis 1966 war er wissenschaftlicher Assistent am Institut für Physiologie der Universität Erlangen-Nürnberg und kam anschließend als Assistenzarzt an die Universitätskinderklinik in Frankfurt am Main. Nach seiner Habilitation wurde er 1973 Leiter der Neonatologie der Uniklinik und prägte die Perinatalmedizin in Deutschland. Unter anderem war er zweimal, von 1985 bis 1987 und von 1989 bis 1991, Präsident der Deutschen Gesellschaft für Perinatalmedizin (DGPM). Er lebt mit seiner Frau in Frankfurt am Main.

## Schriften
- Pädiatrische Intensivbehandlung. Thieme, Stuttgart 1974, ISBN 978-3-13-507301-9.
- Trattamento intensivo pediatrico. Piccin, Padua 1976